# Diocesi di Jalingo
La diocesi di Jalingo (in latino: Dioecesis Ialingoënsis) è una sede della Chiesa cattolica in Nigeria suffraganea dell'arcidiocesi di Jos. Nel 2023 contava 394.802 battezzati su 3.108.974 abitanti. È retta dal vescovo Charles Hammawa.

## Territorio
La diocesi comprende parte dello stato nigeriano di Taraba nell'est del Paese.
Sede vescovile è la città di Jalingo, dove si trovano la cattedrale di Nostra Signora Regina della Pace e l'ex cattedrale di Sant'Agostino.
Il territorio è suddiviso in 49 parrocchie.

## Storia
La diocesi è stata eretta il 3 febbraio 1995 con la bolla Quo efficacius di papa Giovanni Paolo II, ricavandone il territorio dalla diocesi di Yola.
Il 14 dicembre 2022 ha ceduto una porzione di territorio a vantaggio dell'erezione della diocesi di Wukari.

## Cronotassi dei vescovi
Si omettono i periodi di sede vacante non superiori ai 2 anni o non storicamente accertati.
- Ignatius Ayau Kaigama (3 febbraio 1995 - 14 aprile 2000 nominato arcivescovo di Jos)
- James Naanman Daman, O.S.A. † (5 dicembre 2000 - 2 giugno 2007 nominato vescovo di Shendam)
- Charles Hammawa, dal 16 aprile 2008

## Statistiche
La diocesi nel 2023 su una popolazione di 3.108.974 persone contava 394.802 battezzati, corrispondenti al 12,7% del totale.
| anno | popolazione | popolazione | popolazione | presbiteri | presbiteri | presbiteri | presbiteri                | diaconi | religiosi | religiosi | parrocchie |
| anno | battezzati  | totale      | %           | numero     | secolari   | regolari   | battezzati per presbitero | diaconi | uomini    | donne     | parrocchie |
| ---- | ----------- | ----------- | ----------- | ---------- | ---------- | ---------- | ------------------------- | ------- | --------- | --------- | ---------- |
| 1999 | 199.252     | 1.946.156   | 10,2        | 35         | 26         | 9          | 5.692                     |         | 11        | 24        | 27         |
| 2000 | 204.766     | 2.096.156   | 9,8         | 35         | 26         | 9          | 5.850                     |         | 12        | 25        | 28         |
| 2001 | 220.912     | 2.573.336   | 8,6         | 35         | 28         | 7          | 6.311                     |         | 9         | 25        | 28         |
| 2002 | 231.374     | 2.772.265   | 8,3         | 36         | 32         | 4          | 6.427                     |         | 7         | 22        | 29         |
| 2003 | 240.394     | 2.832.299   | 8,5         | 34         | 30         | 4          | 7.070                     |         | 8         | 22        | 29         |
| 2004 | 252.653     | 2.832.299   | 8,9         | 42         | 36         | 6          | 6.015                     |         | 8         | 25        | 28         |
| 2006 | 265.112     | 2.991.000   | 8,9         | 45         | 40         | 5          | 5.891                     |         | 5         | 28        | 28         |
| 2013 | 456.293     | 3.588.000   | 12,7        | 75         | 67         | 8          | 6.083                     |         | 8         | 28        | 42         |
| 2016 | 466.862     | 3.826.000   | 12,2        | 84         | 76         | 8          | 5.557                     |         | 8         | 30        | 47         |
| 2019 | 529.069     | 3.924.000   | 13,5        | 83         | 75         | 8          | 6.374                     |         | 8         | 29        | 45         |
| 2021 | 558.197     | 4.258.900   | 13,1        | 98         | 90         | 8          | 5.695                     |         | 8         | 30        | 69         |
| 2023 | 394.802     | 3.108.974   | 12,7        | 70         | 65         | 5          | 5.640                     |         | 5         | 12        | 49         |